# Espitamas
Espitamas ou Espitama (em grego: Σπιτάμα; n. antes de 565 a.C.–550 a.C.) foi, segundo relatos de Ctésias, marido de Amitis, filha do rei medo Astíages, e pai de seus dois filhos. Ele teria sido assassinado após se negar a contar onde o rei Astíages estava.

## Narrativa
O historiador Ctésias de Cnido menciona que Astíages, após a derrota contra Ciro II em 550 a.C., fugiu do campo de batalha para o palácio real em Ecbátana e foi escondido por Espitamas e sua esposa Amitis. Para descobrir o paradeiro, Ciro II levou Espitamas e Amitis como reféns. Espitamas fingiu não saber o paradeiro de Astíages. Ciro ordenou que não apenas Espitamas e Amitis, mas também seus filhos Espitaces e Megabernes, fossem torturados por ajudar Astíages; este último, para salvar seus netos, se entregou. O casamento de Amitis e Espitamas terminou com o argumento de que Espitamas mentiu para Ciro e ele foi executado. Documentos cuneiformes não estão disponíveis, e por isso que os historiadores questionam a informação.